# Neive
Neive (en piémontais : Nèive) est une commune italienne de 3 459 habitants située dans la province de Coni, dans les Langhe, dans le Piémont.
Son centre historique conserve une structure médiévale, faite de rues pavées qui montent vers la tour de l'horloge et d'élégants bâtiments en terre cuite. Il a été inclus dans l'association I Borghi più belli d'Italia, créé par le Conseil du tourisme de l'Association des municipalités italiennes (ANCI).
C'est le lieu de naissance de l'un des plus grands écrivains italiens de l'épopée paysanne, Franco Piccinelli (it), auteur de plus de 40 livres, dont des romans et des poèmes, pour la plupart situés dans les Langhe.
Du haut du village, on a une vue sur les collines environnantes cultivées avec des vignes : c'est la zone de production des grands vins DOC et DOCG

## Histoire

### XIXesiècle
- Carlo Emmanuele dal Pozzo, 5e prince de La Cisterna (né le 7 janvier 1787 à Turin et mort le 26 mars 1864 à Turin)[2], est un noble italien du XIXe siècle, homme politique du royaume de Sardaigne[3]. Il est le 5e prince de Belriguardo, 6e marquis de Voghera, 6e comte de Reano, 8e comte de Ponderano, 8e comte de Bonvicino, 6e comte de Neive, 6e comte de Perno et possédait encore d'autres titres [4].

## Le village médiéval
La vieille ville conserve une structure médiévale qui s'épaissit dans la partie supérieure où subsistent quelques vestiges du ricetto, même si l'ancien château a été détruit précocement en 1276, au cours d'une des nombreuses guerres qui ont opposé les municipalités d'Asti et d'Alba. L'atmosphère de l'ancien village a été préservée grâce aux rues pavées sinueuses disposées en anneaux autour du sommet de la colline ou s'élevant vers la tour de l'horloge (XIIIe siècle), symbole de l'ancienne municipalité.
Le cœur du village est représenté par la pia Italia : un salon du dix-huitième siècle dans lequel se trouvent les bureaux administratifs de la ville. Vous remarquerez immédiatement un bâtiment blanc - l'ancien bâtiment de l'hôtel de ville - avec de fines arches et des lésènes, qui est doté d'un remarquable blason municipal sous l'horloge.
De l'autre côté de la place, les bureaux de l'hôtel de ville sont abrités dans un bâtiment à la façade en briques apparentes, le palais Borghese (lieu de naissance de l'architecte Giovanni Antonio Borgese) dont la qualité artistique est reconnaissable dans de nombreuses demeures nobles du XVIIIe siècle.
D'autres souvenirs historiques sont représentés par les nombreux bâtiments en terre cuite :
- La Casaforte de Conti Cotti di Ceres, construite au XIIIe siècle par une famille de banquiers près de la tour de l'horloge ; Francesco Cotti y a écrit (à la fin du XVIIe siècle) l’un des plus anciens textes piémontais sur la culture de la vigne ;
- Le palais de la comtesse Demaria (XVIe siècle), situé près de la porte San Rocco, non loin de laquelle se trouve le Palazzo Bongioanni Cocito du XVIIIe siècle ;
- Le Palazzo dei Conti de Castelborgo (XVIIIe siècle), une demeure seigneuriale qui abrite la ferme Castello di Neive ; adjacents au palais se trouvent les Giardini Conti de Castelborgo auxquels on accède par une entrée avec deux arcs et deux colonnes.

Parmi les édifices religieux - à part les églises de San Rocco et San Sebastiano, placées à la périphérie du village -, il faut mentionner :
- L'église de l'Archconfraternity de San Michele, construite dans la seconde moitié du XVIIIe siècle par l'architecte Giovanni Antonio Borgese[5]. Vu de la petite place située devant, l'église apparaît, à cause de l'espace, écrasée dans la partie avant par rapport à l'abside ; elle est caractérisée par la forte poussée vers le haut de la façade en briques de goût baroque; l'intérieur, avec une croix grecque, se caractérise par sa simplicité néo-classique. L'orgue est placé dans les gradins, attribué à l'organiste suisse Caspar Langenstein (1630) ;
- L'église paroissiale des Saints Pierre et Paul, construite en 1750 sur un dessin de Francesco Gallo. La façade néo-classique se caractérise par la division en pilastres laissant deviner sa structure à trois nefs et son fronton ; à l'intérieur, il y a, entre autres, un chœur en bois.

## Administration
| Période | Période  | Identité                | Étiquette             | Qualité |
| ------- | -------- | ----------------------- | --------------------- | ------- |
| 1985    | 1990     | Carlo Rabellino         | Démocratie chrétienne | maire   |
| 1990    | 1994     | Carlo Rabellino         | Démocratie chrétienne | maire   |
| 1995    | 1995     | Giovanni Giachino       | Démocratie chrétienne | maire   |
| 1990    | 1995     | Mauro Gianfranco Versio | Parti populaire       | maire   |
| 1999    | 2004     | Mauro Versio            | Liste civique         | maire   |
| 2004    | 2009     | Luigi Ferro             | Liste civique         | maire   |
| 2009    | 2014     | Luigi Ferro             | Liste civique         | maire   |
| 2014    | En cours | Gilberto Balarello      | Liste civique         | maire   |

### Communes limitrophes
Barbaresco, Castagnito, Castagnole delle Lanze, Coazzolo, Magliano Alfieri, Mango, Neviglie, Treiso

## La terre des quatre vins
Sur les terres de la commune de Neive beaucoup de vignobles sont cultivés. La commune de Neive est célèbre pour ses quatre vins.
- Barbera d'Alba
- Dolcetto d'Alba
- Barbaresco
- Moscato d'Asti